# Internationaux de Strasbourg

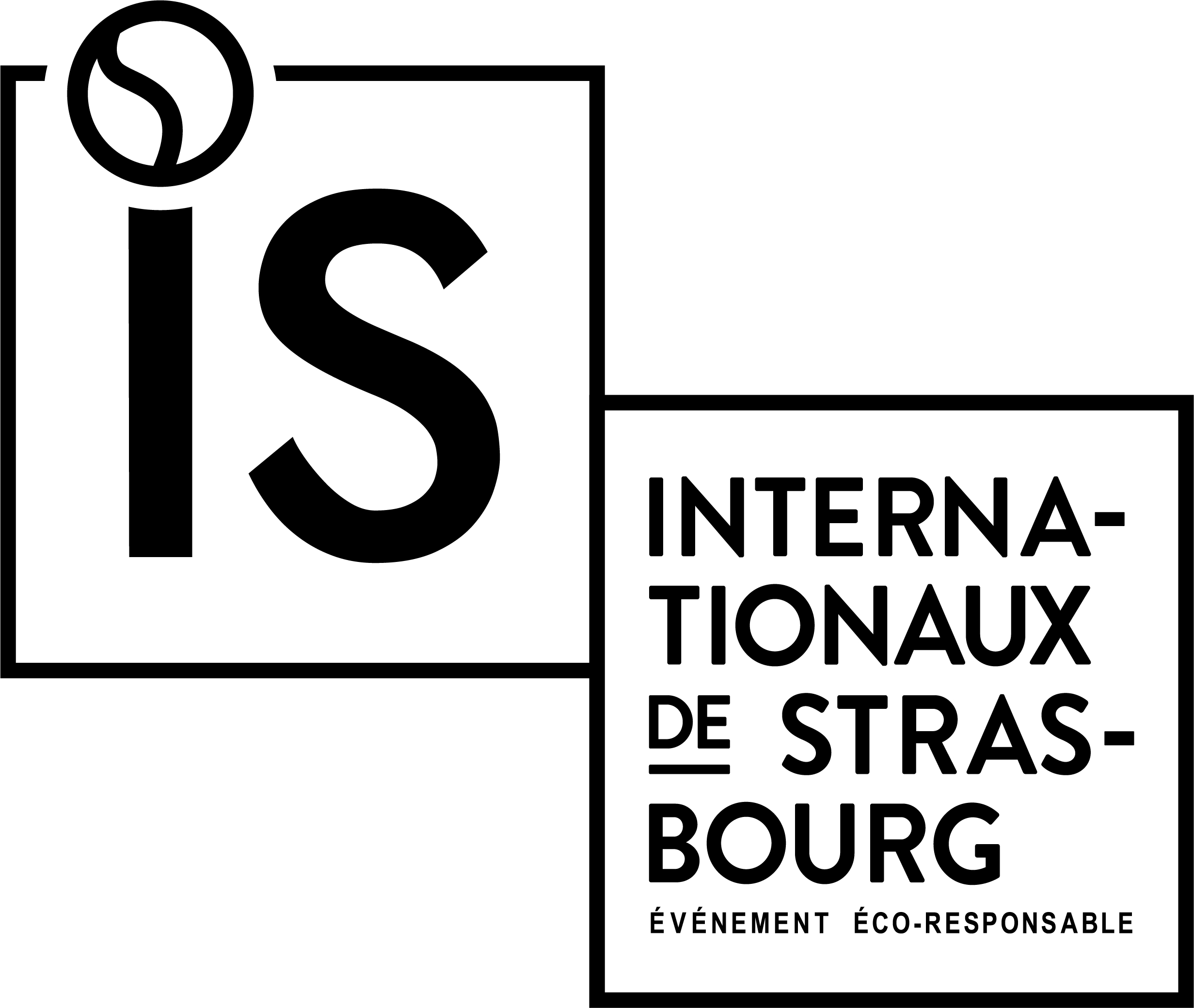
Logotip del torneig.

El torneig d'Estrasburg, conegut oficialment com a Internationaux de Strasbourg, és una competició tennística professional que es disputa sobre terra batuda al Tennis Club d'Estrasburg, França. Pertany als International Tournaments del circuit WTA femení.
Fins a l'any 2010 es va disputar en el Centre Sportif de Hautepierre.

## Palmarès

### Individual femení
| Any               | Campiona                    | Finalista             | Resultat               |
| ----------------- | --------------------------- | --------------------- | ---------------------- |
| WTA 500           |                             |                       |                        |
| 2025              | Ielena Ribàkina             | Liudmila Samsonova    | 6−1, 6−7(2), 6−1       |
| 2024              | Madison Keys                | Danielle Collins      | 6−1, 6−2               |
| WTA 250           |                             |                       |                        |
| 2023              | Elina Svitòlina (2)         | Anna Blinkova         | 6−2, 6−3               |
| 2022              | Angelique Kerber            | Kaja Juvan            | 7−6(5), 6−7(0), 7−6(5) |
| 2021              | Barbora Krejčíková          | Sorana Cîrstea        | 6−3, 6−3               |
| WTA International |                             |                       |                        |
| 2020              | Elina Svitòlina             | Ielena Ribàkina       | 6−4, 1−6, 6−2          |
| 2019              | Daiana Iastremska           | Caroline Garcia       | 6−4, 5−7, 7−6(3)       |
| 2018              | Anastassia Pavliutxénkova   | Dominika Cibulková    | 6−7(5), 7−6(3), 7−6(6) |
| 2017              | Samantha Stosur (2)         | Daria Gavrilova       | 5−7, 6−4, 6−3          |
| 2016              | Caroline Garcia             | Mirjana Lučić-Baroni  | 6−4, 6−1               |
| 2015              | Samantha Stosur             | Kristina Mladenovic   | 3−6, 6−2, 6−3          |
| 2014              | Mónica Puig                 | Sílvia Soler Espinosa | 6−4, 6−3               |
| 2013              | Alizé Cornet                | Lucie Hradecká        | 7−6(4), 6−0            |
| 2012              | Francesca Schiavone         | Alizé Cornet          | 6−4, 6−4               |
| 2011              | Andrea Petkovic             | Marion Bartoli        | 6−4, 1−0, retirada     |
| 2010              | Maria Xaràpova              | Kristina Barrois      | 7−5, 6−1               |
| 2009              | Aravane Rezai               | Lucie Hradecka        | 7−6(2), 6−1            |
| 2008              | Anabel Medina Garrigues (3) | Katarina Srebotnik    | 4−6, 7−6(4), 6−0       |
| 2007              | Anabel Medina Garrigues     | Amélie Mauresmo       | 6−4, 4−6, 6−4          |
| 2006              | Nicole Vaidišová            | Peng Shuai            | 7−6(7), 6−3            |
| 2005              | Anabel Medina Garrigues     | Marta Domachowska     | 6−4, 6−3               |
| 2004              | Claudine Schaul             | Lindsay Davenport     | 2−6, 6−0, 6−3          |
| 2003              | Silvia Farina Elia (3)      | Karolina Šprem        | 6−3, 4−6, 6−4          |
| 2002              | Silvia Farina Elia          | Jelena Dokic          | 6−4, 3−6, 6−3          |
| 2001              | Silvia Farina Elia          | Anke Huber            | 7−5, 0−6, 6−4          |
| 2000              | Silvija Talaja              | Rita Kuti-Kis         | 7−5, 4−6, 6−3          |
| 1999              | Jennifer Capriati           | Elena Likhovtseva     | 6−1, 6−3               |
| 1998              | Irina Spîrlea               | Julie Halard-Decugis  | 7−6(5), 6−3            |
| 1997              | Steffi Graf                 | Mirjana Lučić         | 6−2, 7−5               |
| 1996              | Lindsay Davenport (2)       | Barbara Paulus        | 6−3, 7−6               |
| 1995              | Lindsay Davenport           | Kimiko Date           | 3−6, 6−1, 6−2          |
| 1994              | Mary Joe Fernandez          | Gabriela Sabatini     | 2−6, 6−4, 6−0          |
| 1993              | Naoko Sawamatsu             | Judith Wiesner        | 4−6, 6−1, 6−3          |
| 1992              | Judith Wiesner              | Naoko Sawamatsu       | 6−1, 6−3               |
| 1991              | Radka Zrubáková             | Rachel McQuillan      | 7−6, 7−6               |
| 1990              | Mercedes Paz                | Ann Wunderlich        | 6−2, 6−3               |
| 1989              | Jana Novotná                | Patricia Tarabini     | 6−1, 6−2               |
| 1988              | Sandra Cecchini             | Judith Wiesner        | 6−3, 6−0               |
| 1987              | Carling Bassett-Seguso      | Sandra Cecchini       | 6−3, 6−4               |

### Dobles femenins
| Any               | Campiones                                      | Finalistes                              | Resultat            |
| ----------------- | ---------------------------------------------- | --------------------------------------- | ------------------- |
| WTA 500           |                                                |                                         |                     |
| 2025              | Tímea Babos Luisa Stefani                      | Guo Hanyu Nicole Melichar-Martinez      | 6−3, 6−7(4), [10−7] |
| 2024              | Cristina Bucșa Monica Niculescu                | Asia Muhammad Aldila Sutjiadi           | 3−6, 6−4, [10−6]    |
| WTA 250           |                                                |                                         |                     |
| 2023              | Xu Yifan Yang Zhaoxuan                         | Desirae Krawczyk Giuliana Olmos         | 6−3, 6−2            |
| 2022              | Nicole Melichar-Martinez Daria Saville         | Lucie Hradecká Sania Mirza              | 5−7, 7−5, [10−6]    |
| 2021              | Alexa Guarachi Desirae Krawczyk                | Makoto Ninomiya Yang Zhaoxuan           | 6−2, 6−3            |
| WTA International |                                                |                                         |                     |
| 2020              | Nicole Melichar Demi Schuurs                   | Hayley Carter Luisa Stefani             | 6−4, 6−3            |
| 2019              | Daria Gavrilova Ellen Perez                    | Duan Yingying Han Xinyun                | 6−4, 6−3            |
| 2018              | Mihaela Buzărnescu Raluca Olaru                | Nadia Kitxenok Anastassia Rodiónova     | 7−5, 7−5            |
| 2017              | Ashleigh Barty Casey Dellacqua (2)             | Chan Hao-ching Chan Yung-jan            | 6−4, 6−2            |
| 2016              | Anabel Medina Garrigues Arantxa Parra Santonja | María Irigoyen Liang Chen               | 6−2, 6−0            |
| 2015              | Chuang Chia-jung Liang Chen                    | Nadia Kitxenok Zheng Saisai             | 4−6, 6−4, [12−10]   |
| 2014              | Ashleigh Barty Casey Dellacqua                 | Tatiana Búa Daniela Seguel              | 4−6, 7−5, [10−4]    |
| 2013              | Kimiko Date-Krumm Chanelle Scheepers           | Cara Black Marina Erakovic              | 6−4, 3−6, [14−12]   |
| 2012              | Olga Govortsova Klaudia Jans-Ignacik           | Natalie Grandin Vladimíra Uhlířová      | 6−7(4), 6−3, [10−3] |
| 2011              | Akgul Amanmuradova Chuang Chia-jung            | Natalie Grandin Vladimíra Uhlířová      | 6−4, 5−7, [10−2]    |
| 2010              | Alizé Cornet Vania King                        | Al·la Kudriàvtseva Anastassia Rodiónova | 3−6, 6−4, [10−7]    |
| 2009              | Nathalie Dechy Mara Santangelo                 | Claire Feuerstein Stéphanie Foretz      | 6−0, 6−1            |
| 2008              | Tatiana Perebiynis Yan Zi                      | Chan Yung-Jan Chuang Chia-Jung          | 6−4, 6−7, [10−6]    |
| 2007              | Yan Zi Zheng Jie                               | Alicia Molik Sun Tiantian               | 6−3, 6−4            |
| 2006              | Liezel Huber Martina Navrátilová               | Martina Müller Andreea Vanc             | 6−2, 7−6            |
| 2005              | Rosa María Andrés Rodríguez Andreea Vanc       | Marta Domachowska Marlene Weingartner   | 6−3, 6−1            |
| 2004              | Lisa McShea Milagros Sequera                   | Tina Križan Katarina Srebotnik          | 6−4, 6−1            |
| 2003              | Sonya Jeyaseelan Maja Matevžič                 | Laura Granville Jelena Kostanić         | 6−4, 6−4            |
| 2002              | Jennifer Hopkins Jelena Kostanić               | Caroline Dhenin Maja Matevžič           | 0−6, 6−4, 6−4       |
| 2001              | Silvia Farina Elia Iroda Tulyaganova           | Amanda Coetzer Lori McNeil              | 6−1, 7−6            |
| 2000              | Sonya Jeyaseelan Florencia Labat               | Kim Grant María Vento-Kabchi            | 6−4, 6−3            |
| 1999              | Ielena Likhovtseva Ai Sugiyama                 | Alexandra Fusai Nathalie Tauziat        | 2−6, 7−6, 6−1       |
| 1998              | Alexandra Fusai Nathalie Tauziat               | Yayuk Basuki Caroline Vis               | 6−4, 6−3            |
| 1997              | Helena Suková Natasha Zvereva                  | Ielena Likhovtseva Ai Sugiyama          | 6−1, 6−1            |
| 1996              | Yayuk Basuki Nicole Bradtke                    | Marianne Witmeyer Tami Jones            | 5−7, 6−4, 6−4       |
| 1995              | Lindsay Davenport Mary Joe Fernández           | Sabine Appelmans Miriam Oremans         | 6−2, 6−3            |
| 1994              | Lori McNeil Rennae Stubbs                      | Patricia Tarabini Caroline Vis          | 6−3, 3−6, 6−2       |
| 1993              | Shaun Stafford Andrea Temesvári                | Jill Hetherington Kathy Rinaldi Stunkel | 6−7, 6−3, 6−4       |
| 1992              | Patty Fendick Andrea Strnadová                 | Lori McNeil Mercedes Paz                | 6−3, 6−4            |
| 1991              | Lori McNeil Stephanie Rehe                     | Manon Bollegraf Mercedes Paz            | 6−7, 6−4, 6−4       |
| 1990              | Nicole Bradtke Elna Reinach                    | Kathy Jordan Elizabeth Smylie           | 6−1, 6−4            |
| 1989              | Mercedes Paz Judith Wiesner                    | Lise Gregory Gretchen Magers            | 6−3, 6−3            |
| 1988              | Manon Bollegraf Nicole Bradtke                 | Jenny Byrne Janine Thompson             | 7−5, 6−7, 6−3       |
| 1987              | Jana Novotná Catherine Suire                   | Kathleen Horvath Marcella Mesker        | 6−0, 6−2            |